# Јуричица
Јуричица (лат. Acanthis flammea) је мала птица певачица из породице зеба Fringillidae. То је једина врста која се сврстава у род Acanthis. Гнезди се у арктичкој и северноумереној холарктичкој тундри и тајги . Јуричица је раније била подељена у три врсте: обична јуричица, арктичка јуричица (Acanthis hornemanni) и мала јуричица (Acanthis cabaret).

## Таксономија
Јуричицу је формално описао шведски природњак Карла фон Лине у 10. издању његове „Systema Naturae“ 1758. године под биномним називом Fringilla flammea. Специфични епитет flammea је латинског порекла и значи „пламене боје“. Карл фон Лине је такође описао јуричицу као Fringilla linaria на истој страници, али ранији назив flammea има предност.
Јуричица је раније била сврстана у род Carduelis . Молекуларне филогенетске студије показале су да формира засебну лозу, па је премештена у васкрснути род Acanthis који је 1797. године увео немачки природњак Мориц Балтазар Боркхаузен. Име рода Acanthis потиче од старогрчке речи akanthis, имена за малу неидентификовану птицу.
Препознато је шест подврста:
- Acanthis flammea flammea (Linnaeus, 1758) - Најраспрострањенија подврста; велики циркумполарни ареал. Гнезди се од Скандинавије источно преко северне и централне Русије и Сибира до Камчатке и Беринговог мора, јужно до централног Урала, северне Монголије, Становојског венца, Амурланда и Сахалина; такође северне Северне Америке од Аљаске источно до Њуфаундленда. Зимује јужно до северозападне и централне Европе, централне и источне Азије јужно до Монголије, североисточне Кине (јужно до Ђангсуа), Кореје, северног Јапана (јужно до северног Хоншуа) и северних и централних САД (јужно до Орегона, Колорада и Јужне Каролине
- Acanthis flammea rostrata (Coues, 1861) - Гнезди се у северном Лабрадору, на Бафиновом острву и јужном Гренланду. Зимује на североистоку САД, Исланду и Британским острвима, повремено стижући до континенталне Европе
- Acanthis flammea islandica (Hantzsch, 1904) - Исланд
- Acanthis flammea cabaret (Müller, PLS, 1776) - Раније ограничена на Британска острва и Алпе; подручје гнежђења се проширило последњих деценија, и сада се подврста јавља дисконтинуирано источно кроз јужну Норвешку, југозападну Шведску и Данску, па источно до јужне Пољске, Словачке и северне Румуније. Уведена на Нови Зеланд
- Acanthis flammea exilipes (Coues, 1862) - Крајњи север Евроазије од северне Норвешке, северне Шведске и северне Русије источно до Беринговог мора и Анадирске регије; на северу Северне Америке, од западне и северне Аљаске источно у Канади до северног Јукона, северног Нунавута и северне Манитобе. Зимује у северној Европи и Јужној Азији до северне Кине (северозападни Синђанг, Гансу и источна Унутрашња Монголија) и Сахалина, као и широм Аљаске и Канаде и на југу Гренланда
- Acanthis flammea hornemanni (Holbøll, 1843) - Северна Канада (острво Елсмир, острво Аксел Хајберг, острво Девон, острво Бајлот и северни и источни део острва Бафин) и западни и источни Гренланд. Зимује на југу до централне и североисточне Канаде (до северног Квебека и Лабрадора) и североистока САД (Нова Енглеска).

Јуричица је раније имала три одвојене врсте које су потпале под једну врсту: обична јуричица са подврстама flammea и rostrata, мала јуричица са подврстама cabaret и арктичка јуричица са подврстама hornemanni и exilipes. Три врсте се сада сматрају конспецифичним на основу малих генетских разлика и континуиране фенотипске варијације.

## Опис
Јуричица је мала смеђе-сива зеба са тамним пругама и јарко црвеном мрљом на челу. Има црни подбрадак и две бледе пруге на крилима. Груди мужјака су често прекривене црвеном бојом. Одрасле јединке мере између 11,5-14 цм дужине и тежине између 12-16 г. Распон крила се креће од 19–22 цм. Надрепак је пругаст и постоји широка тамносмеђа пруга преко отвора. Има смеђе ноге, жућкасти кљун са тамним врхом и тамносмеђе дужице.

## Распрострањеност и станиште
Ареал јуричице протеже се кроз северну Европу и Азију до северне Северне Америке, Гренланда и Исланда. Делимично је мигранткиња, која се сели ка југу у касну јесен, а поново ка северу у марту и априлу. Њено типично станиште су бореалне шуме борова, смрче и ариша . Храни се углавном семењом, пре свега брезе и јове зими.
Јуричица подврста Acanthis flammea cabaret, уведене су на Нови Зеланд између 1862. и 1875. године. Сада се налазе широм Северног и Јужног острва, као и на многим удаљеним острвима.

## Понашање

### Гнежђење
Јуричице се први пут размножавају када напуне годину дана. Женка гради гнездо, у пратњи мужјака, често ниско на дрвету или грму. Има спољашњи слој танких гранчица, средњи слој од коренових влакана, фрагмената коре клеке и лишајева и унутрашњи слој од паперја, вуне и длаке. Полажу три до седам пегавих јаја. Јаја су 16,9 мм x 12,6 mm са израчунатом тежином од 1,4 г. Женка их инкубира, а излегу се након око 11 дана. О младима брину оба родитеља, али их само их женка излеже. Птићи оперјајусе излежу када напуне око 13 дана. Генерално се сваке године подижу два легла.

### Исхрана и храњење
Исхрана се углавном састоји од веома ситних семенки, посебно оних са бреза (Betula). Током сезоне гнежђења једу се и неки бескичмењаци. Храни се углавном на дрвећу, али повремено и на земљи.

## Галерија
- Acanthis flammea hornemanni Скандинавија
- Национални резерват за дивље животиње Кенај, Аљаска
- Acanthis flammea flammea Квебек, Канада
- Acanthis flammea cabaret Нортамберленд, Енглеска